# Hope (песня)
«Hope» — песня американского рэпера и певца XXXTentacion, вышедшая 21 февраля 2018 года как промо-сингл с его второго студийного альбома ?. Она посвящана жертвам стрельбы в средней школе Марджори Стоунман Дуглас.

## История
Песня была выпущена 21 февраля 2018 года в качестве промо-сингла для грядущего второго студийного альбома ?. Трек посвящён жертвам стрельбы в средней школе Марджори Стоунман Дуглас. Рэпер поёт о чувстве вины выживших, которое те могут испытать на фоне пережитого, и желает им лучшего будущего. Песня так же затрагивает тему бездействия политиков после стрельбы.
XXXTentacion посетил Энтони Борхеса, ученика пережившего стрельбу, в больнице. Раннее, в 2016 году, рэпер заявил, что выступает против мер по контролю над оружием, однако после стрельбы в Марджори Стоунман Дуглас он изменил свою позицию по данному вопросу.
Вместе с «Hope» XXXTentacion записал песню «School Shooters», которая так же была посвящана стрельбе в Марджори Стоунман Дуглас. Трек был выпущен после убийства исполнителя в 2018 году на втором посмертном альбоме Bad Vibes Forever (2019) и содержит гостевое участие от американского рэпера Лила Уэйна. 6 сентября 2019 года команда XXXTentacion выпустила делюкс-версию его альбома ?, куда вошёл фристайл на инструментал «Hope».

## Отзывы
Рецензент HotNewHipHop написал, что «„Hope” отличается искренним и стилистически правильным мелодическим подходом». Журнал XXL отмечает, что «для артиста, олицетворяющего отчаяние, „Hope” – это освежающе оптимистичный трек».

## Чарты

### Недельные чарты
| Чарт (2018–2021)                    | Высшая позиция |
| ----------------------------------- | -------------- |
| Канада (Billboard Canadian Hot 100) | 68             |
| Франция (SNEP)                      | 131            |
| Ирландия (IRMA)                     | 91             |
| Португалия (AFP)                    | 58             |
| Швеция (Sverigetopplistan)          | 84             |
| Швейцария (Schweizer Hitparade)     | 99             |
| США (Billboard Hot 100)             | 70             |

### Итоговые годовые чарты
| Чарт (2021)      | Позиция |
| ---------------- | ------- |
| Португалия (AFP) | 187     |

## Сертификации
| Регион                                                                      | Сертификация  | Продажи   |
| --------------------------------------------------------------------------- | ------------- | --------- |
| Дания (IFPI Danmark)                                                        | Золотой       | 45 000    |
| Италия (FIMI)                                                               | Золотой       | 35 000    |
| Польша (ZPAV)                                                               | Платиновый    | 50 000    |
| Португалия (AFP)                                                            | Платиновый    | 10 000    |
| Великобритания (BPI)                                                        | Золотой       | 400 000   |
| США (RIAA)                                                                  | 3× Платиновый | 3 000 000 |
| Данные о продажах + прослушиваниях приведены только на основе сертификации. |               |           |